# World Series FINA de plongeon 2018
Navigation
Édition 2017 Édition 2019
L'édition 2018 des World Series FINA de plongeon, se dispute durant les mois de mars à mai et comporte quatre étapes.

## Les étapes
| Date           | Lieu     |
| -------------- | -------- |
| 9 au 11 mars   | Pékin    |
| 15 au 17 mars  | Fuji     |
| 27 au 29 avril | Montréal |
| 4 au 6 mai     | Kazan    |

## Vainqueurs par épreuve
| Étapes   | Hommes      | Hommes       | Hommes                  | Hommes                                  |             | Femmes       | Femmes                       | Femmes                                   | Femmes                                     |                                               | Mixte | Mixte |
| Étapes   | Tremplin 3m | Haut vol 10m | Synchro 3m              | Synchro 10m                             | Tremplin 3m | Haut vol 10m | Synchro 3m                   | Synchro 10m                              | Synchro 3m                                 | Synchro 10m                                   |       |       |
| Pékin    | Xie Siyi    | Yang Jian    | Chine Xie Siyi Cao Yuan | Chine Chen Aisen Yang Hao               | Shi Tingmao | Zhang Jiaqi  | Chine Chen Yiwen Wang Han    | Chine Zhang Minjie Zhang Jiaqi           | Chine Li Zheng Wang Han                    | Chine Lin Shan Lian Junjie                    |       |       |
| Fuji     | Cao Yuan    | Lian Junjie  | Chine Xie Siyi Cao Yuan | Chine Chen Aisen Yang Hao               | Shi Tingmao | Zhang Jiaqi  | Chine Chang Yani Shi Tingmao | Chine Zhang Minjie Zhang Jiaqi           | Chine Li Zheng Wang Han                    | Chine Lin Shan Lian Junjie                    |       |       |
| Montréal | Cao Yuan    | Qiu Bo       | Chine Xie Siyi Cao Yuan | Chine Yang Jian Qiu Bo                  | Shi Tingmao | Ren Qian     | Chine Chang Yani Shi Tingmao | Malaisie Pandelela Pamg Cheong Jun Hoong | Canada François Imbeau-Dulac Jennifer Abel | Canada Meaghan Benfeito Nathan Zsombor-Murray |       |       |
| Kazan    | Xie Siyi    | Yang Jian    | Chine Xie Siyi Cao Yuan | Russie Aleksandr Bondar Viktor Minibaev | Shi Tingmao | Ren Qian     | Chine Chang Yani Shi Tingmao | Chine Lin Shan Si Yajie                  | Canada François Imbeau-Dulac Jennifer Abel | Russie Iuliia Timoshinina Nikita Shleikher    |       |       |

## Classement

### Hommes
| Place | Nom                   | Nationalité | Point |
| ----- | --------------------- | ----------- | ----- |
| 1     | Cao Yuan              | Chine       | 68    |
| 2     | Xie Siyi              | Chine       | 66    |
| 3     | Ilia Zakharov         | Russie      | 56    |
| 4     | Ievgueni Kouznetsov   | Russie      | 44    |
| 5     | François Imbeau-Dulac | Canada      | 29    |

| Place | Nom              | Nationalité | Point |
| ----- | ---------------- | ----------- | ----- |
| 1     | Yang Jian        | Chine       | 68    |
| 2     | Aleksandr Bondar | Russie      | 52    |
| 3     | Nikita Shleihker | Russie      | 50    |
| 4     | Benjamin Auffret | France      | 46    |
| 5     | Maksym Dolgov    | Ukraine     | 28    |

| Place | Pays         | Point |
| ----- | ------------ | ----- |
| 1     | Chine        | 108   |
| 2     | Russie       | 96    |
| 3     | Ukraine      | 72    |
| 4     | Canada       | 36    |
| 5     | Corée du Sud | 33    |

| Place | Pays        | Point |
| ----- | ----------- | ----- |
| 1     | Russie      | 90    |
| 2     | Ukraine     | 87    |
| 3     | Chine       | 81    |
| 4     | Allemagne   | 60    |
| 5     | Royaume-Uni | 39    |

### Femmes
| Place | Nom           | Nationalité | Point |
| ----- | ------------- | ----------- | ----- |
| 1     | Shi Tingmao   | Chine       | 72    |
| 2     | Wang Han      | Chine       | 64    |
| 3     | Jennifer Abel | Canada      | 46    |
| 4     | Pamela Ware   | Canada      | 36    |
| 5     | Esther Qin    | Australie   | 31    |

| Place | Nom            | Nationalité   | Point |
| ----- | -------------- | ------------- | ----- |
| 1     | Ren Qian       | Chine         | 68    |
| 2     | Kim Mi-rae     | Corée du Nord | 44    |
| 3     | Kim Kuk-hyang  | Corée du Nord | 40    |
| 4     | Pandelela Pamg | Malaisie      | 37    |
| 5     | Zhang Jiaqi    | Chine         | 36    |

| Place | Pays      | Point |
| ----- | --------- | ----- |
| 1     | Chine     | 108   |
| 2     | Canada    | 90    |
| 3     | Australie | 87    |
| 4     | Russie    | 69    |
| 5     | Malaisie  | 39    |

| Place | Pays          | Point |
| ----- | ------------- | ----- |
| 1     | Chine         | 102   |
| 2     | Malaisie      | 93    |
| 3     | Corée du Nord | 90    |
| 4     | Australie     | 66    |
| 5     | Canada        | 57    |

### Mixte
| Place | Pays        | Point |
| ----- | ----------- | ----- |
| 1     | Royaume-Uni | 96    |
| 2     | Canada      | 90    |
| 3     | Allemagne   | 72    |
| 3     | Russie      | 72    |
| 5     | Italie      | 57    |

| Place | Pays          | Point |
| ----- | ------------- | ----- |
| 1     | Corée du Nord | 90    |
| 1     | Russie        | 90    |
| 3     | Allemagne     | 60    |
| 4     | Chine         | 54    |
| 5     | Canada        | 48    |